# آر بي لايبزيغ موسم 2019–20
يعد موسم 2019–20 هو الموسم الحادي عشر ل‍آر بي لايبزيغ والموسم الرابع على التوالي في الدرجة العليا لكرة القدم الألمانية. ويغطي الفترة من 1 يوليو 2019 إلى 20 يونيو 2020. وهم يشاركون في بطولة الدوري الألماني (بوندزليغا) وكأس ألمانيا (دبي إف بي-بوكال) ودوري أبطال أوروبا.

## اللاعبون

### التشكيلة الحالية
آخر تحديث 3 يناير 2020. 
ملاحظة: تشير الأعلام إلى المنتخب الوطني على النحو المحدد في قواعد الأهلية للفيفا. قد يحمل اللاعبون أكثر من جنسية واحدة غير تابعة للفيفا.
| الرقم | البلد            | المركز | اللاعب               |
| ----- | ---------------- | ------ | -------------------- |
| 1     | المجر            | حارس   | بيتر غالوتشي         |
| 4     | المجر            | مدافع  | فيلي أوربان (القائد) |
| 5     | فرنسا            | مدافع  | دايوت أوباميكانو     |
| 6     | فرنسا            | مدافع  | إبراهيما كوناتيه     |
| 7     | النمسا           | مهاجم  | مارسيل زابيتسر       |
| 8     | مالي             | وسط    | أمادو هايدارا        |
| 9     | الدنمارك         | مهاجم  | يوسف بولسن           |
| 10    | السويد           | وسط    | إيميل فوشبري         |
| 11    | ألمانيا          | مهاجم  | تيمو فيرنر           |
| 13    | النمسا           | وسط    | شتيفان إيلساكنر      |
| 14    | الولايات المتحدة | وسط    | تايلر ادامس          |
| 16    | ألمانيا          | مدافع  | لوكاس كلوسترمان      |
| 17    | إنجلترا          | مهاجم  | أديمولا لوكمان       |
| 18    | فرنسا            | وسط    | كريستوفر نكونكو      |

| الرقم | البلد          | المركز | اللاعب                         |
| ----- | -------------- | ------ | ------------------------------ |
| 19    | النمسا         | وسط    | هانس فولف                      |
| 20    | البرازيل       | مهاجم  | ماتيوس كونها                   |
| 21    | جمهورية التشيك | مهاجم  | باتريك شيك (مُعار من روما)      |
| 22    | فرنسا          | مدافع  | نوردي موكيلي                   |
| 23    | ألمانيا        | مدافع  | مارسيل هالستنبيرغ              |
| 26    | ويلز           | مدافع  | إيثان أمباديو (مُعار من تشيلسي) |
| 27    | النمسا         | مدافع  | كونراد لايمر                   |
| 28    | سويسرا         | حارس   | إيفون مفوغو                    |
| 31    | ألمانيا        | وسط    | دييغو ديمه (نائب القائد)       |
| 32    | ألمانيا        | حارس   | تيم شرايبر                     |
| 33    | ألمانيا        | حارس   | فيليب تشاونر                   |
| 36    | البرازيل       | مدافع  | لوان كانديدو                   |
| 44    | سلوفينيا       | وسط    | كيفن كامبل (القائد الثالث)     |
| 53    | ألمانيا        | وسط    | توم كراوس                      |

### لاعبين في الخارج على سبيل الإعارة
ملاحظة: تشير الأعلام إلى المنتخب الوطني على النحو المحدد في قواعد الأهلية للفيفا. قد يحمل اللاعبون أكثر من جنسية واحدة غير تابعة للفيفا.
| الرقم | البلد      | المركز | اللاعب                                              |
| ----- | ---------- | ------ | --------------------------------------------------- |
| —     | الأوروغواي | مدافع  | مارسيلو ساراتشي (في غلطة سراي حتى 30 يونيو 2021)    |
| —     | ألمانيا    | وسط    | إلياس أبو شبكة (في غرويتر فورت حتى 30 يونيو 2020)   |
| —     | فرنسا      | مهاجم  | جان كيفن أوغستين (في نادي موناكو حتى 30 يونيو 2020) |

## عمليات النقل

### دخل في انتقال
| #  | المركز | اللاعب          | انتقل من         | العمولة     | التاريخ       | المصدر |
| -- | ------ | --------------- | ---------------- | ----------- | ------------- | ------ |
| 36 | دفاع   | لوان كانديدو    | Palmeiras B      | €8,000,000  | 28 مايو 2019  | [ 3 ]  |
| 19 | وسط    | هانس فولف       | ريد بول سالزبورغ | €12,000,000 | 1 يوليو 2019  | [ 4 ]  |
| 18 | وسط    | كريستوفر نكونكو | باريس سان جيرمان | €13,000,000 | 17 يوليو 2019 | [ 5 ]  |
| 17 | هجوم   | أديمولا لوكمان  | نادي إيفرتون     | €18,000,000 | 25 يوليو 2019 | [ 6 ]  |
| 33 | GK     | فيليب تشاونر    | هانوفر 96        | €350,000    | 30 يوليو 2019 | [ 7 ]  |

#### دخل على سبيل الإعارة
| #  | المركز | اللاعب        | مُعار من   | التاريخ       | الإعارة تنتهي | المصدر |
| -- | ------ | ------------- | --------- | ------------- | ------------- | ------ |
| 26 | دفاع   | إيثان أمباديو | تشيلسي    | 22 يوليو 2019 | 30 يونيو 2020 | [ 8 ]  |
| 21 | هجوم   | باتريك شيك    | نادي روما | 2 سبتمبر 2019 | 30 يونيو 2020 | [ 9 ]  |

### خرج في انتقال
| #  | المركز | اللاعب      | انتقل إلى     | العمولة      | التاريخ       | المصدر |
| -- | ------ | ----------- | ------------- | ------------ | ------------- | ------ |
| 17 | هجوم   | بروما       | نادي آيندهوفن | €15,000,000  | 28 يونيو 2019 | [ 10 ] |
| 32 | GK     | يوليان كرال | نادي كولن     | مجاناً        | 1 يوليو 2019  |        |
| 21 | GK     | ماريوس مولر | نادي لوزيرن   | لم يفصح عنها | 5 يوليو 2019  |        |

#### خرج في إعارة
| #  | المركز | اللاعب           | أُعير إلى    | التاريخ       | الإعارة تنتهي | المصدر |
| -- | ------ | ---------------- | ----------- | ------------- | ------------- | ------ |
|    | وسط    | إلياس أبو شبكة   | غرويتر فورت | 14 يوليو 2018 | 30 يونيو 2020 |        |
| 29 | هجوم   | جان كيفن أوغستين | نادي موناكو | 1 سبتمبر 2019 | 30 يونيو 2020 | [ 11 ] |
| 3  | دفاع   | مارسيلو ساراتشي  | غلطة سراي   | 4 يناير 2020  | 30 يونيو 2021 |        |

## ما قبل الموسم والوديات
انتصار
  تعادل
  خسارة
| 12 يوليو 2019 ودية                      | آر بي لايبزيغ       | 1–4   | نادي زيورخ                                       | لايبزيغ، ألمانيا                                          |
| 18:00 توقيت وسط أوروبا الصيفي (ت ع م+2) | - فوشبري 82' (ركل.) | تقرير | - Kololli 13' - Ceesay 17' - Sohm 29' - Aliu 64' | الملعب: Trainingszentrum RB Leipzig Platz 1 الحضور: 1,547 |

| 19 يوليو 2019 ودية                      | آر بي لايبزيغ                                                                        | 3–2   | غلطة سراي                                                    | إنسبروك, Austria                                                          |
| 18:00 توقيت وسط أوروبا الصيفي (ت ع م+2) | - هالستنبيرغ 57' - بولسن 58' - جان كيفن أوغستين 59' - Cândido 84' - ماتيوس كونها 85' | تقرير | - ريان بابل 28'، 89' - أحمد يلماز تشاليك 34' - ريان دونك 55' | الملعب: ملعب تيفولي الجديد الحكم: Felix Ouschan (اتحاد النمسا لكرة القدم) |

| 26 يوليو 2019 ودية                      | آر بي لايبزيغ                                                    | 2–0   | ستاد رين                                  | ماركرانشتيت، ألمانيا                          |
| 18:00 توقيت وسط أوروبا الصيفي (ت ع م+2) | - فيلي أوربان 52' - مارتل 90' - شتيفان إيلساكنر 96' - بولسن 134' | تقرير | - كليمينت غرينيير 79' - جيريمي موريل 111' | الملعب: Stadion am Bad Großfeld الحضور: 3,047 |

| 3 أغسطس 2019 ودية                       | آر بي لايبزيغ                                  | 1–3   | أستون فيلا                                                                               | لايبزيغ، ألمانيا                                         |
| 15:30 توقيت وسط أوروبا الصيفي (ت ع م+2) | - بولسن 28' - إبراهيما كوناتيه 79' - فيرنر 81' | تقرير | - كونور هوريان 16'، 82' - Guilbert 63' - أنور الغازي 78' - تايرون مينغز 81' - McGinn 89' | الملعب: ريد بول أرينا الحضور: 15,811 الحكم: Steven Greif |

## المنافسات
انتصار
  تعادل
  خسارة
  Fixtures

### نظرة عامة
| المنافسة                      | أول مباراة     | آخر مباراة   | الدور الافتتاحي | المركز النهائي | السجل | السجل | السجل | السجل | السجل | السجل | السجل | السجل   |
| المنافسة                      | أول مباراة     | آخر مباراة   | الدور الافتتاحي | المركز النهائي | لعب   | ف     | ت     | خ     | له    | عليه  | ف.أ.  | الفوز % |
| ----------------------------- | -------------- | ------------ | --------------- | -------------- | ----- | ----- | ----- | ----- | ----- | ----- | ----- | ------- |
| الدوري الألماني الدرجة الأولى | 18 أغسطس 2019  | 16 مايو 2020 | يوم المباراة 1  |                | 17    | 11    | 4     | 2     | 48    | 20    | +28   | 064٫71  |
| كأس ألمانيا                   | 11 أغسطس 2019  |              | الجولة الأولى   |                | 2     | 2     | 0     | 0     | 9     | 3     | +6    | 100٫00  |
| دوري أبطال أوروبا             | 17 سبتمبر 2019 |              | مرحلة المجموعات |                | 6     | 3     | 2     | 1     | 10    | 8     | +2    | 050٫00  |
| المجموع                       | المجموع        | المجموع      | المجموع         | المجموع        | 25    | 16    | 6     | 3     | 67    | 31    | +36   | 064٫00  |

آخر تحديث: 21 ديسمبر 2019
المصدر: المنافسات

### الدوري الألماني الدرجة الأولى

#### جدول الدوري
| م | الفريق               | لعب | ف  | ت  | خ | أ.له | أ.ع | أ.ف | نقاط | التأهل أو الهبوط                              |
| - | -------------------- | --- | -- | -- | - | ---- | --- | --- | ---- | --------------------------------------------- |
| 1 | بايرن ميونخ (C)      | 34  | 26 | 4  | 4 | 100  | 32  | +68 | 82   | التأهل إلى مرحلة المجموعات في دوري الأبطال    |
| 2 | بوروسيا دورتموند     | 34  | 21 | 6  | 7 | 84   | 41  | +43 | 69   | التأهل إلى مرحلة المجموعات في دوري الأبطال    |
| 3 | آر بي لايبزيغ        | 34  | 18 | 12 | 4 | 81   | 37  | +44 | 66   | التأهل إلى مرحلة المجموعات في دوري الأبطال    |
| 4 | بوروسيا مونشنغلادباخ | 34  | 20 | 5  | 9 | 66   | 40  | +26 | 65   | التأهل إلى مرحلة المجموعات في دوري الأبطال    |
| 5 | باير 04 ليفركوزن     | 34  | 19 | 6  | 9 | 61   | 44  | +17 | 63   | التأهل إلى مرحلة المجموعات في الدوري الأوروبي |

#### ملخص النتائج
| شامل | شامل | شامل | شامل | شامل | شامل | شامل | شامل | على أرضه | على أرضه | على أرضه | على أرضه | على أرضه | على أرضه | خارج أرضه | خارج أرضه | خارج أرضه | خارج أرضه | خارج أرضه | خارج أرضه |
| لعب  | ف    | ت    | خ    | أ.ل  | أ.ع  | ف.أ  | ن    | ف        | ت        | خ        | أ.ل      | أ.ع      | ف.أ      | ف         | ت         | خ         | أ.ل       | أ.ع       | ف.أ       |
| ---- | ---- | ---- | ---- | ---- | ---- | ---- | ---- | -------- | -------- | -------- | -------- | -------- | -------- | --------- | --------- | --------- | --------- | --------- | --------- |
| 17   | 11   | 4    | 2    | 48   | 20   | +28  | 37   | 5        | 2        | 1        | 23       | 9        | +14      | 6         | 2         | 1         | 25        | 11        | +14       |

آخر تحديث: 21 ديسمبر 2019.

مصدر: Bundesliga

#### النتيجة جولة تلو الأخرى
| الجولة  | 1 | 2 | 3 | 4 | 5 | 6 | 7 | 8 | 9 | 10 | 11 | 12 | 13 | 14 | 15 | 16 | 17 | 18 | 19 | 20 | 21 | 22 | 23 | 24 | 25 | 26 | 27 | 28 | 29 | 30 | 31 | 32 | 33 | 34 |
| ------- | - | - | - | - | - | - | - | - | - | -- | -- | -- | -- | -- | -- | -- | -- | -- | -- | -- | -- | -- | -- | -- | -- | -- | -- | -- | -- | -- | -- | -- | -- | -- |
| الأرض   | A | H | A | H | A | H | A | H | A | H  | A  | H  | A  | H  | A  | A  | H  | H  | A  | H  | A  | H  | A  | H  | A  | H  | A  | H  | A  | H  | A  | H  | H  | A  |
| الحصيلة | W | W | W | D | W | L | D | D | L | W  | W  | W  | W  | W  | W  | D  | W  |    |    |    |    |    |    |    |    |    |    |    |    |    |    |    |    |    |
| المركز  | 2 | 2 | 1 | 1 | 1 | 2 | 4 | 5 | 6 | 3  | 2  | 2  | 2  | 2  | 1  | 1  | 1  |    |    |    |    |    |    |    |    |    |    |    |    |    |    |    |    |    |

#### المباريات
أعلن عن جدول الدوري الألماني الدرجة الأولى في 28 يونيو 2019.
| 1 18 أغسطس 2019                             | يونيون برلين      | 0–4   | آر بي لايبزيغ                                                                      | برلين                                                        |
| 18:00 توقيت وسط أوروبا الصيفي (ت ع م+02:00) | *شيرالدو بيكر 82' | تقرير | *مارسيل هالستنبيرغ 16' - مارسيل زابيتسر 31' - تيمو فيرنر 42' - كريستوفر نكونكو 69' | الملعب: ملعب آلته فورشتراي الحضور: 22,467 الحكم: ماركوس شميت |

| 2 25 أغسطس 2019                             | آر بي لايبزيغ                                         | 2–1   | آينتراخت فرانكفورت                                           | Leipzig                                                              |
| 15:30 توقيت وسط أوروبا الصيفي (ت ع م+02:00) | *دييغو ديمه 7' - تيمو فيرنر 10' - يوسف بولسن 59', 80' | تقرير | *غونسالو باسينسيا 41', 89' - Joveljić 67' - دومينيك كوهر 90' | الملعب: ريد بل أرينا (لايبزيغ) الحضور: 40,108 الحكم: Benjamin Cortus |

| 3 30 أغسطس 2019                             | بوروسيا مونشنغلادباخ                                      | 1–3   | آر بي لايبزيغ                                                        | مونشنغلادباخ                                              |
| 20:30 توقيت وسط أوروبا الصيفي (ت ع م+02:00) | *بريل إمبولو 2', 90' - دينيس زكريا 42' - أوسكار فيندت 81' | تقرير | *كونراد لايمر 18' - تيمو فيرنر 38'، 47'، 90+4' - إبراهيما كوناتي 68' | الملعب: بوروسيا بارك الحضور: 45,000 الحكم: Sven Jablonski |

| 4 14 سبتمبر 2019                            | آر بي لايبزيغ | 1–1   | بايرن ميونخ                                    | Leipzig                                                               |
| 18:30 توقيت وسط أوروبا الصيفي (ت ع م+02:00) | *مارسيل هالستنبيرغ 26' - ايميل فورسبيرغ 45+3' (ركلة.) - كريستوفر نكونكو 78' - كونراد لايمر 80' - مارسيل زابيتسر 90+2' | تقرير | *روبرت ليفاندوفسكي 3', 26' - جيروم بواتينغ 57' | الملعب: ريد بل أرينا (لايبزيغ) الحضور: 42,146 الحكم: Sascha Stegemann |

| 5 21 سبتمبر 2019                            | فيردر بريمن | 0–3   | آر بي لايبزيغ                                                                                            | بريمن (مدينة)                                                |
| 18:30 توقيت وسط أوروبا الصيفي (ت ع م+02:00) |             | تقرير | *فيلي أوربان 13' - إبراهيما كوناتي 29' - مارسيل زابيتسر 35' - كونراد لايمر 43' 64' - مارسيلو ساراتشي 83' | الملعب: ملعب فيسر شتاديون الحضور: 40,550 الحكم: توبياس ستيلر |

| 6 28 سبتمبر 2019                            | آر بي لايبزيغ                                 | 1–3   | شالكه 04                                                                    | Leipzig                                                           |
| 15:30 توقيت وسط أوروبا الصيفي (ت ع م+02:00) | *مارسيل هالستنبيرغ 45+5' - ايميل فورسبيرغ 83' | تقرير | *ساليف ساني 29' - أمين حارث 43' (ركلة.) - Matondo 58' - دانييل كاليجوري 86' | الملعب: ريد بل أرينا (لايبزيغ) الحضور: 42,146 الحكم: Manuel Gräfe |

| 7 5 أكتوبر 2019                             | باير 04 ليفركوزن                                        | 1–1   | آر بي لايبزيغ                                          | ليفركوزن                                            |
| 15:30 توقيت وسط أوروبا الصيفي (ت ع م+02:00) | *دالي سينجرافين 45' - كيفن فولاند 66' - ميتشل فايزر 74' | تقرير | *دييغو ديمه 60' - يوسف بولسن 73' - كريستوفر نكونكو 78' | الملعب: باي أرينا الحضور: 26,355 الحكم: ماركو فريتز |

| 8 19 أكتوبر 2019                            | آر بي لايبزيغ                         | 1–1   | نادي فولفسبورغ                                                               | Leipzig                                                          |
| 15:30 توقيت وسط أوروبا الصيفي (ت ع م+02:00) | *تيمو فيرنر 54' - مارسيلو ساراتشي 69' | تقرير | *جوشوا غيلافوغي 7' - كيفين مبابو 12' - مارسيل تيسيران 45' - فوتر فيغورست 82' | الملعب: ريد بل أرينا (لايبزيغ) الحضور: 39,182 الحكم: دنيز آيتكين |

| 9 26 أكتوبر 2019                            | نادي فرايبورغ                                                                          | 2–1   | آر بي لايبزيغ                                 | فرايبورغ                                                      |
| 15:30 توقيت وسط أوروبا الصيفي (ت ع م+02:00) | *نيكولا هوفلر 45+2', 62' - جانيك هابيرير 66' - نيلس بيترسن 90' - فينتشينزو غريفو 90+2' | تقرير | *دايوت أوباميكانو 51' - لوكاس كلوسترمان 90+3' | الملعب: ملعب الغابة السوداء الحضور: 24,000 الحكم: Harm Osmers |

| 10 2 نوفمبر 2019                     | آر بي لايبزيغ | 8–0   | ماينتس 05               | Leipzig                                                             |
| 15:30 توقيت وسط أوروبا (ت ع م+01:00) | *مارسيل زابيتسر 5' - تيمو فيرنر 30'، 48'، 87' - كريستوفر نكونكو 35' - مارسيل هالستنبيرغ 39' - يوسف بولسن 44' - نوردي موكيلي 50' | تقرير | *رونيل بيير غابرييل 84' | الملعب: ريد بل أرينا (لايبزيغ) الحضور: 38,517 الحكم: Guido Winkmann |

| 11 9 نوفمبر 2019                     | نادي هرتا برلين                                                          | 2–4   | آر بي لايبزيغ                                                                                | برلين                                                              |
| 15:30 توقيت وسط أوروبا (ت ع م+01:00) | *ماكسيميليان ميتلشتيت 23', 32' - فلاديمير داريدا 90' - دايفي سيلكى 90+2' | تقرير | *شتيفان إيلساكنر 17' - تيمو فيرنر 38' (ركلة.)، 90+1' - مارسيل زابيتسر 45+1' - كيفن كامبل 87' | الملعب: الملعب الأولمبي (برلين) الحضور: 48,532 الحكم: Sören Storks |

| 12 23 نوفمبر 2019                    | آر بي لايبزيغ                                                        | 4–1   | نادي كولن                                                                 | Leipzig                                                              |
| 18:30 توقيت وسط أوروبا (ت ع م+01:00) | *تيمو فيرنر 22' - ايميل فورسبيرغ 32' (ركلة.)، 79' - كونراد لايمر 37' | تقرير | *Czichos 39' - فلوريان كاينز 66' - بيرجير فيرسترايت 86' - سيمون تيرود 89' | الملعب: ريد بل أرينا (لايبزيغ) الحضور: 42,036 الحكم: Robert Schröder |

| 13 30 نوفمبر 2019                    | بادربورن 07                                                                           | 2–3   | آر بي لايبزيغ                                                                         | بادربورن                                                       |
| 15:30 توقيت وسط أوروبا (ت ع م+01:00) | *جاميلو كولينز 33' - Mamba 62' - كلاوس غجاسولا 73', 90+3' - كريستوفر أنتوي-أدجي 90+5' | تقرير | *باتريك شيك 3', 74' - مارسيل زابيتسر 4' - تيمو فيرنر 26', 90+3' - شتيفان إيلساكنر 44' | الملعب: Benteler-Arena الحضور: 13,352 الحكم: بيبيانا شتاينهاوس |

| 14 7 ديسمبر 2019                     | آر بي لايبزيغ                                                                                     | 3–1   | نادي هوفنهايم                           | Leipzig                                                          |
| 15:30 توقيت وسط أوروبا (ت ع م+01:00) | *تيمو فيرنر 11'، 52' (ركلة.) - مارسيل هالستنبيرغ 54' - كونراد لايمر 77' - مارسيل زابيتسر 83', 84' | تقرير | *شتيفان بوش 51' - إرمين بيتشاكتشيتش 82' | الملعب: ريد بل أرينا (لايبزيغ) الحضور: 38,607 الحكم: دنيز آيتكين |

| 15 14 ديسمبر 2019                    | فورتونا دوسلدورف                  | 0–3   | آر بي لايبزيغ                                                               | دوسلدورف                                                     |
| 18:30 توقيت وسط أوروبا (ت ع م+01:00) | *قاآن آيخان 57' - ادام بودزيك 78' | تقرير | *باتريك شيك 2' - دييغو ديمه 33' - تيمو فيرنر 58' (ركلة.) - نوردي موكيلي 75' | الملعب: مركور شبيل أرينا الحضور: 40,000 الحكم: روبرت هارتمان |

| 16 17 ديسمبر 2019                    | بوروسيا دورتموند                                        | 3–3   | آر بي لايبزيغ                         | دورتموند                                                     |
| 20:30 توقيت وسط أوروبا (ت ع م+01:00) | *يوليان فايغل 23' - يوليان براندت 34' - جيدون سانشو 55' | تقرير | *تيمو فيرنر 47'، 53' - باتريك شيك 77' | الملعب: الملعب الفيستفالي الحضور: 80,200 الحكم: توبياس ستيلر |

| 17 21 ديسمبر 2019                    | آر بي لايبزيغ                                            | 3–1   | نادي آوغسبورغ                                                                     | Leipzig                                                           |
| 15:30 توقيت وسط أوروبا (ت ع م+01:00) | *كونراد لايمر 68' - باتريك شيك 80', 80' - يوسف بولسن 90' | تقرير | *فلوريان نايديرليشنير 8' - فيليكس أودوخاي 44' - دانييل باير 68' - روبن فارغاس 72' | الملعب: ريد بل أرينا (لايبزيغ) الحضور: 40,562 الحكم: دانيال سيبرت |

| 18 18 يناير 2020                     | آر بي لايبزيغ                                                 | 3–1   | يونيون برلين                                                                    | Leipzig                                                              |
| 18:30 توقيت وسط أوروبا (ت ع م+01:00) | *تيمو فيرنر 51'، 83' - مارسيل زابيتسر 57' - أمادو هايدارا 88' | تقرير | *Bülter 10' - سيباستيان أندرسون 60' - جوليان رايرسون 71' - ميشائيل بارينسين 80' | الملعب: ريد بل أرينا (لايبزيغ) الحضور: 42,146 الحكم: باستيان دانكيرت |

| 19 25 يناير 2020                     | آينتراخت فرانكفورت                                          | 2–0   | آر بي لايبزيغ                               | فرانكفورت                                                   |
| 15:30 توقيت وسط أوروبا (ت ع م+01:00) | *سباستيان روده 44' - ألمامي توريه 48' - فيليب كوستيتش 90+4' | تقرير | *مارسيل زابيتسر 52' - مارسيل هالستنبيرغ 88' | الملعب: كومرتسبانك أرينا الحضور: 50,300 الحكم: دانيال سيبرت |

| 20 1 فبراير 2020                     | آر بي لايبزيغ                                          | 2–2   | بوروسيا مونشنغلادباخ                                                                              | Leipzig                                                           |
| 18:30 توقيت وسط أوروبا (ت ع م+01:00) | *باتريك شيك 50' - تيمو فيرنر 74' - كريستوفر نكونكو 89' | تقرير | *فلوريان نيوهاوس 18' - الحسن بليا 24', 61' - يوناس هوفمان 35' - نيكو إلفيدي 61' - بريل إمبولو 70' | الملعب: ريد بل أرينا (لايبزيغ) الحضور: 42,146 الحكم: توبياس ستيلر |

| 21 9 فبراير 2020                     | بايرن ميونخ                            | 0–0   | آر بي لايبزيغ                            | ميونخ                                                  |
| 18:00 توقيت وسط أوروبا (ت ع م+01:00) | *يوزوا كيميش 57' - بنجامين بافار 90+3' | تقرير | *كونراد لايمر 36' - دايوت أوباميكانو 50' | الملعب: أليانز أرينا الحضور: 75,000 الحكم: ماركو فريتز |

| 22 15 فبراير 2020                    | آر بي لايبزيغ                                                                   | 3–0   | فيردر بريمن                | Leipzig                                                              |
| 15:30 توقيت وسط أوروبا (ت ع م+01:00) | *لوكاس كلوسترمان 18' - باتريك شيك 39' - نوردي موكيلي 46' - دايوت أوباميكانو 83' | تقرير | *ماكسيميليانو أيغيستين 16' | الملعب: ريد بل أرينا (لايبزيغ) الحضور: 41,308 الحكم: Benjamin Cortus |

| 23 22 فبراير 2020                    | شالكه 04                         | 0–5   | آر بي لايبزيغ | غلزنكيرشن                                                    |
| 18:30 توقيت وسط أوروبا (ت ع م+01:00) | *بينيتو رامان 3' - أمين حارث 43' | تقرير | *مارسيل زابيتسر 1' - كونراد لايمر 5' - تيمو فيرنر 57', 61' - مارسيل هالستنبيرغ 68' - دايوت أوباميكانو 78' - أنجيلينو 80' - ايميل فورسبيرغ 89' | الملعب: فيلتينس أرينا الحضور: 61,433 الحكم: Sascha Stegemann |

| 24 1 مارس 2020                       | آر بي لايبزيغ   | 1–1   | باير 04 ليفركوزن                                                       | Leipzig                                                            |
| 15:30 توقيت وسط أوروبا (ت ع م+01:00) | *باتريك شيك 32' | تقرير | *كرم دميرباي 24' - ليون بايلي 29' - يوناتان تاه 39' - موسى ديابي 90+3' | الملعب: ريد بل أرينا (لايبزيغ) الحضور: 41,216 الحكم: فيليكس تسفاير |

| 25 7 مارس 2020                       | نادي فولفسبورغ                        | 0–0   | آر بي لايبزيغ                                             | فولفسبورغ                                                     |
| 15:30 توقيت وسط أوروبا (ت ع م+01:00) | *باولو أوتافيو 64' - فوتر فيغورست 78' | تقرير | *كونراد لايمر 41' - دايوت أوباميكانو 57' - داني أولمو 90' | الملعب: فولكسفاغن أرينا الحضور: 27,195 الحكم: Daniel Schlager |

| 26 16 مايو 2020                                                                                                 | آر بي لايبزيغ   | 1–1   | نادي فرايبورغ                       | Leipzig                                                      |
| 15:30 توقيت وسط أوروبا الصيفي (ت ع م+02:00)                                                                     | *يوسف بولسن 77' | تقرير | *رونالد سالاي 24' - مانويل غولد 34' | الملعب: ريد بل أرينا (لايبزيغ) الحضور: 0 الحكم: Manuel Gräfe |
| ملاحظة: The match was postponed on 13 مارس due to the جائحة فيروس كورونا في ألمانيا. and rescheduled to 16 May. |                 |       |                                     |                                                              |

| 27 24 مايو 2020                                                                                                 | ماينتس 05                                              | 0–5   | آر بي لايبزيغ                                                                                    | ماينتس                                          |
| 15:30 توقيت وسط أوروبا الصيفي (ت ع م+02:00)                                                                     | *بيير كوندي 20' - جيفري بروما 31' - جيري سانت جوست 79' | تقرير | *تيمو فيرنر 11'، 48'، 75', 35' - مارسيل زابيتسر 13', 36' - دايوت أوباميكانو 17' - يوسف بولسن 23' | الملعب: أوبل أرينا الحضور: 0 الحكم: ماركوس شميت |
| ملاحظة: The match was postponed on 13 مارس due to the جائحة فيروس كورونا في ألمانيا, and rescheduled to 24 May. |                                                        |       |                                                                                                  |                                                 |

| 28 27 مايو 2020                                                                                                 | آر بي لايبزيغ                                                       | 2–2   | نادي هرتا برلين                                                                                                  | Leipzig                                                         |
| 18:30 توقيت وسط أوروبا الصيفي (ت ع م+02:00)                                                                     | *لوكاس كلوسترمان 24' - مارسيل هالستنبيرغ 45+4' 63' - باتريك شيك 68' | تقرير | *ماركو جروييتش 9' - بيتر بيكاريك 42' - جوردان تورونارايغا 57' - كشيشتوف بيونتيك 82' (ركلة.) - ماتيوس كونيا 90+4' | الملعب: ريد بل أرينا (لايبزيغ) الحضور: 0 الحكم: باستيان دانكيرت |
| ملاحظة: The match was postponed on 24 مارس due to the جائحة فيروس كورونا في ألمانيا, and rescheduled to 27 May. |                                                                     |       | |                                                                 |

| 29 1 يونيو 2020                                                                                                 | نادي كولن                                                                    | 2–4   | آر بي لايبزيغ                                                                                | كولونيا                                                  |
| 20:30 توقيت وسط أوروبا الصيفي (ت ع م+02:00)                                                                     | *جون كوردوبا 7' - توني لايستنر 30' - أنطوني موديست 55' - دومينيك دريكسلر 62' | تقرير | *باتريك شيك 20' - كريستوفر نكونكو 38' - تيمو فيرنر 50' - داني أولمو 57' - ايميل فورسبيرغ 89' | الملعب: ملعب راين إنرجي الحضور: 0 الحكم: كريستيان دينغرت |
| ملاحظة: The match was postponed on 24 مارس due to the جائحة فيروس كورونا في ألمانيا, and rescheduled to 1 June. |                                                                              |       |                                                                                              |                                                          |

| 30 6 يونيو 2020                                                                                                 | آر بي لايبزيغ                              | 1–1   | بادربورن 07                                                                     | Leipzig                                                     |
| 15:30 توقيت وسط أوروبا الصيفي (ت ع م+02:00)                                                                     | *دايوت أوباميكانو 16' 43' - باتريك شيك 27' | تقرير | *كلاوس غجاسولا 22' - أوفه هونميير 28' - Mamba 43' - كريستيان ستروديك 63', 90+2' | الملعب: ريد بل أرينا (لايبزيغ) الحضور: 0 الحكم: دنيز آيتكين |
| ملاحظة: The match was postponed on 24 مارس due to the جائحة فيروس كورونا في ألمانيا, and rescheduled to 6 June. |                                            |       |                                                                                 |                                                             |

| 31 12 يونيو 2020                                                                                                 | نادي هوفنهايم                       | 0–2   | آر بي لايبزيغ                                                   | Hoffenheim                                            |
| 20:30 توقيت وسط أوروبا الصيفي (ت ع م+02:00)                                                                      | *ديادي ساماسيكو 3' - ستيفن زوبر 33' | تقرير | *داني أولمو 9'، 11' - لوكاس كلوسترمان 26' - كريستوفر نكونكو 75' | الملعب: راين نيكار أرينا الحضور: 0 الحكم: Tobias Welz |
| ملاحظة: The match was postponed on 24 مارس due to the جائحة فيروس كورونا في ألمانيا, and rescheduled to 12 June. |                                     |       |                                                                 |                                                       |

| 32 17 يونيو 2020                                                                                                 | آر بي لايبزيغ                                     | 2–2   | فورتونا دوسلدورف                            | Leipzig                                                      |
| 20:30 توقيت وسط أوروبا الصيفي (ت ع م+02:00)                                                                      | *كيفن كامبل 60' - تيمو فيرنر 63' - أنجيلينو 90+4' | تقرير | *ستيفين سكرزيبسكي 87' - أندريه هوفمان 90+2' | الملعب: ريد بل أرينا (لايبزيغ) الحضور: 0 الحكم: Manuel Gräfe |
| ملاحظة: The match was postponed on 24 مارس due to the جائحة فيروس كورونا في ألمانيا, and rescheduled to 17 June. |                                                   |       |                                             |                                                              |

| 33 20 يونيو 2020                                                                                                 | آر بي لايبزيغ                                   | 0–2   | بوروسيا دورتموند                                                               | Leipzig                                                       |
| 15:30 توقيت وسط أوروبا الصيفي (ت ع م+02:00)                                                                      | *باتريك شيك 21' - كيفن كامبل 53' - أنجيلينو 57' | تقرير | *آرلينغ هالاند 30'، 90+3' - جيوفاني رينا 50' - إمري تشان 74' - أكسيل فيتسل 80' | الملعب: ريد بل أرينا (لايبزيغ) الحضور: 0 الحكم: فيليكس تسفاير |
| ملاحظة: The match was postponed on 24 مارس due to the جائحة فيروس كورونا في ألمانيا, and rescheduled to 20 June. |                                                 |       |                                                                                |                                                               |

| 34 27 يونيو 2020                                                                                                | نادي آوغسبورغ                                                                                             | 1–2   | آر بي لايبزيغ                           | آوغسبورغ                                            |
| 15:30 توقيت وسط أوروبا الصيفي (ت ع م+02:00)                                                                     | *كارلوس أرماندو غرويزو أربوليدا 45+2' - أندريه هان 52' - تين يدفاي 67' - فيليب ماكس 68' - روبن فارغاس 72' | تقرير | *تيمو فيرنر 28'، 82' - نوردي موكيلي 71' | الملعب: آوغسبورغ أرينا الحضور: 0 الحكم: فيليكس بريش |
| ملاحظة: The match was postponed on 7 مايو due to the جائحة فيروس كورونا في ألمانيا, and rescheduled to 27 June. | |       |                                         |                                                     |

### كأس ألمانيا
| 11 أغسطس 2019 الجولة الأولى             | نادي أوسنابروك                                                     | 2–3   | آر بي لايبزيغ                                                  | أوسنابروك                                                               |
| 15:30 توقيت وسط أوروبا الصيفي (ت ع م+2) | - Amenyido 9' - ماركوس ألفاريز 73' (ركل.) - أوريتش تافيرتشوفير 79' | تقرير | - زابيتسر 7'، 31' - لوكاس كلوسترمان 29' - إبراهيما كوناتيه 86' | الملعب: Stadion an der Bremer Brücke الحضور: 14,625 الحكم: توبياس ستيلر |

| 30 أكتوبر 2019 الجولة الثانية    | نادي فولفسبورغ                                                    | 1–6   | آر بي لايبزيغ | فولفسبورغ                                                   |
| 18:30 توقيت وسط أوروبا (ت ع م+1) | - كيفين مبابو 7' - ماكسيميليان أرنولد 42' - فوتر فيغورست 59', 89' | تقرير | - بافاو بيرفان 13' (ه.ذ.) - نوردي موكيلي 35' - زابيتسر 55' - فوشبري 58' - لايمر 61' - فيرنر 68'، 88' - إيثان أمباديو 84' | الملعب: فولكسفاغن أرينا الحضور: 17,705 الحكم: فيليكس تسفاير |

| 4 فبراير 2020 دور الـ16          | آينتراخت فرانكفورت | v | آر بي لايبزيغ | فرانكفورت                |
| 18:30 توقيت وسط أوروبا (ت ع م+1) |                    |   |               | الملعب: كومرتسبانك أرينا |

### دوري أبطال أوروبا

#### مرحلة المجموعات
ستبدأ مرحلة مجموعات دوري أبطال أوروبا 2019–20 في 17 سبتمبر وتنتهي في 11 ديسمبر 2019. يتبارى ما مجموعه 32 فريقا في مرحلة المجموعات لتحديد الأماكن الـ 16 الواقعة في مرحلة خروج المغلوب من دوري أبطال أوروبا 2019–20.

## القرعة
عُقدت القرعة لمرحلة المجموعات في 29 أغسطس 2019، الساعة 18:00 بتوقيت وسط أوروبا الصيفي، في منتدى غريمالدي في موناكو.
تم جر الفرق الـ 32 إلى ثماني مجموعات من أربعة أفرقة، مع وجود قيد يتمثل في أن الفرق من نفس الرابطة لا يمكن سحبها مقابل بعضها البعض. وفيما يتعلق بالسحب، تنقسم الأفرقة إلى أربع مجموعات استنادا إلى المبادئ التالية (المادة 13.06 من النظام الأساسي):
- يضم الإناء 1 أصحاب لقب دوري الأبطال والدوري الأوروبي، وأبطال الجمعيات الستة الأوائل على أساس معاملاتهم القطرية لعام 2018 للاتحاد الأوروبي لكرة القدم. وإذا كان أحد أصحاب اللقب أو كليهما من أبطال الرابطات الست الكبرى، فإن بطل أعلى رابطة في المرتبة التالية هم الذين تم إدخالهم أيضاً في الإناء 1.
- تضم الأواني 2 و3 و4 الأفرقة المتبقية، التي تستند إلى معاملاتهم الخاصة بالأندية لعام 2019 للاتحاد الأوروبي.

في يوليو 2014، قرر فريق الطوارئ التابع للاتحاد الأوروبي أن النوادي الأوكرانية والروسية لن تسحب ضد بعضها البعض «حتى إشعار آخر» بسبب الاضطرابات السياسية بين البلدان.
علاوة على ذلك، للجمعيات التي لها فريقان أو أكثر، يجري توزيع أفرقة ازواجا من أجل تقسيمها إلى مجموعتين من أربع مجموعات (ألف –دال وهاء–حاء) للحد الأقصى من التغطية التلفزيونية. وفي كل يوم من أيام المباريات، تلعب مجموعة واحدة من أربع مجموعات مبارياتها يوم الثلاثاء، في حين تلعب المجموعة الأخرى من أربع مجموعات مبارياتها يوم الأربعاء، مع تناوب مجموعتين من المجموعات بين كل يوم من المباريات.
تتقرر التركيبات بعد السحب، باستخدام قرعة حاسوبية لا تظهر للعموم، بتسلسل المباراة التالي (المادة 16.02 من النظام الداخلي):
ملاحظة: لم تستخدم المراكز للجدولة أواني التصنيف، مثلاً، فالفريق 1 ليس بالضرورة الفريق من الإناء 1 في السحب.
| يوم المباريات             | التواريخ          | المباريات      |
| ------------------------- | ----------------- | -------------- |
| اليوم الأول من المباريات  | 17–18 سبتمبر 2019 | 2 ضد 3، 4 ضد 1 |
| اليوم الثاني من المباريات | 1–2 أكتوبر 2019   | 1 ضد 2، 3 ضد 4 |
| اليوم الثالث من المباريات | 22–23 أكتوبر 2019 | 3 ضد 1، 2 ضد 4 |
| اليوم الرابع من المباريات | 5–6 نوفمبر 2019   | 1 ضد 3، 4 ضد 2 |
| اليوم الخامس من المباريات | 26–27 نوفمبر 2019 | 3 ضد 2، 1 ضد 4 |
| اليوم السادس من المباريات | 10–11 ديسمبر 2019 | 2 ضد 1، 4 ضد 3 |

هناك قيود على الجدولة: فعلى سبيل المثال، ليس من المقرر أن تلعب أفرقة من المدينة ذاتها (مثل ريال مدريد وأتلتيكو مدريد) بصورة عامة في المنزل في اليوم نفسه (لتفادي اللعب في المنزل في اليوم نفسه أو على أيام متتالية، بسبب اللوجستيات والسيطرة على الحشود)، وليس من المقرر أن تلعب أفرقة من «بلدان الشتاء» (مثل روسيا مثلا) في المنزل في آخر يوم من أيام المباريات (بسبب الطقس البارد).
كذلك، تحدد القرعة تشكيل المجموعات لمسار دوري الأبطال في دوري الشباب الأوروبي.

## أفرقة
ترد أدناه الأفرقة المشاركة (مع معاملاتهم الخاصة بالأندية لعام 2019 للاتحاد الأوروبي)، مصنفة حسب إناءها الأولي. وهي تشمل ما يلي:
- 26 الأفرقة التي تدخل في هذه المرحلة
- 6 من الفائزين في الجولة الحسم (4 من مسار الأبطال، 2 من مسار الجامعة)

| مفتاح الألوان                                                    |
| ---------------------------------------------------------------- |
| يتأهل بطل المجموعة وشاغل المرتبة الثانية إلى دور الـ16           |
| دخلت الأفرقة التي تحتل المكانة الثالثة دور الـ32 للدوري الأوروبي |

| الجمع. | الفريق             | معامل.  |
| ------ | ------------------ | ------- |
| ح ل    | ليفربول            | 91.000  |
| د أ    | تشيلسي             | 87.000  |
| 1      | برشلونة            | 138.000 |
| 2      | مانشستر سيتي       | 106.000 |
| 3      | يوفنتوس            | 124.000 |
| 4      | بايرن ميونخ        | 128.000 |
| 5      | باريس سان جيرمان   | 103.000 |
| 6      | زينيت سانت بطرسبرغ | 72.000  |

| الفريق           | ملاحظات | معامل.  |
| ---------------- | ------- | ------- |
| ريال مدريد       |         | 146.000 |
| أتلتيكو مدريد    |         | 127.000 |
| بوروسيا دورتموند |         | 85.000  |
| نابولي           |         | 80.000  |
| شاختار دونيتسك   |         | 80.000  |
| توتنهام هوتسبير  |         | 78.000  |
| أياكس            | [CP]    | 70.500  |
| بنفيكا           |         | 68.000  |

| الفريق           | ملاحظات | معامل. |
| ---------------- | ------- | ------ |
| ليون             |         | 61.500 |
| باير 04 ليفركوزن |         | 61.000 |
| ريد بول سالزبورغ |         | 54.500 |
| أولمبياكوس       | [LP]    | 44.000 |
| كلوب بروج        | [LP]    | 39.500 |
| فالنسيا          |         | 37.000 |
| إنتر ميلان       |         | 31.000 |
| دينامو زغرب      | [CP]    | 29.500 |

| الفريق              | ملاحظات | معامل. |
| ------------------- | ------- | ------ |
| لوكوموتيف موسكو     |         | 28.500 |
| جينك                |         | 25.000 |
| غلطة سراي           |         | 22.500 |
| آر بي لايبزيغ       |         | 22.000 |
| سلافيا براغ         | [CP]    | 21.500 |
| النجم الأحمر بلغراد | [CP]    | 16.750 |
| أتالانتا            |         | 14.945 |
| ليل                 |         | 11.699 |

ملاحظات
1. TH أصحاب لقب دوري الأبطال، الذين يوضعون تلقائيا في الإناء 1 بوصفها أول بذور.
2. EL أصحاب لقب الدوري الأوروبي، الذين يوضعون تلقائيا في الإناء 1 باعتبارها أول بذور.
3. CP الفائزين في جولة الحسم (مسار الأبطال).
4. LP الفائزين في جولة الحسم (مسار الجامعة).

## التنسيق
في كل مجموعة، تلعب الأفرقة ضد بعضها البعض الآخر في المنزل وفي أرض المنافس في شكل من أشكال التخصيص الدوري. ويتقدم رابح ووصيف المجموعة إلى دور الـ16، في حين تدخل فرق المرتبة الثالثة دور الـ32 للدوري الأوروبي.

### كسر التعادل
تصنف الأفرقة وفقا للنقاط (3 نقاط للفوز، ونقطة واحدة للتعادل، و0 نقطة للخسارة)، وإذا قيدت على نقاط، تطبق معايير كسر التعادل التالية، في الترتيب المقدم، لتحديد الترتيب (المادة 17.01 من الأنظمة):
1. النقاط في المباريات وجهاً لوجه بين الفرق المقيدة؛
2. فارق الأهداف في المباريات وجهاً لوجه بين الفرق المقيدة؛
3. الأهداف المسجلة في المباريات وجهاً لوجه بين الفرق المقيدة؛
4. الأهداف المسجلة على أرض الخصم في المباريات وجهاً لوجه بين الفرق المقيدة؛
5. إذا تم الربط بين أكثر من فريقين، وبعد تطبيق جميع المعايير الواردة أعلاه، لا تزال مجموعة فرعية من الأفرقة مقيدة، فإن جميع المعايير الواردة أعلاه يعاد تطبيقها حصراً على هذه المجموعة الفرعية من الأفرق؛
6. فارق الأهداف في جميع مباريات المجموعة؛
7. الأهداف المسجلة في جميع مباريات المجموعة؛
8. الأهداف المسجلة على أرض الخصم في جميع مباريات المجموعة؛
9. المكاسب في جميع مباريات المجموعة؛
10. المكاسب على أرض الخصم في جميع مباريات المجموعة؛
11. نقاط تأديبية (بطاقة حمراء = 3 نقاط، بطاقة صفراء = 1 نقطة، طرد لبطاقتين صفراء في مقابلة واحدة = 3 نقطة)؛
12. المعاملات الخاصة بالأندية للاتحاد الأوروبي.

## مجموعات
أيام المباريات هي الفترة من 17 إلى 18 سبتمبر، ومن 1 إلى 2 أكتوبر، ومن 22 إلى 23 أكتوبر، ومن 5 إلى 6 نوفمبر، ومن 26 إلى 27 نوفمبر، ومن 10 إلى 11 ديسمبر 2019. أما أوقات ركلة البداية المجدولة فهي الساعة 21:00 بتوقيت وسط أوروبا/توقيت وسط أوروبا الصيفي، مع وجود مقابلتان لكل يوم من الثلاثاء والأربعاء مقرر إجراؤها الساعة 18:55 بتوقيت وسط أوروبا/توقيت وسط أوروبا الصيفي.
الأوقات يشار إليها بتوقيت وسط أوروبا/توقيت وسط أوروبا الصيفي، وفقاً لما ذكره اتحاد رابطات كرة القدم الأوروبية (إن الأوقات المحلية، إذا كانت مختلفةً، بين قوسين).

### المجموعة الأولى
| 18 سبتمبر 2019 | كلوب بروج | 0–0     | غلطة سراي | ملعب يان بريدل، بروج                                              |  |  |
| 18:55          |           | التقرير |           | الحضور: 26,616 الحكم: سلافكو فينتشيتش (اتحاد سلوفينيا لكرة القدم) |  |  |
|                |           |         |           |                                                                   |  |  |
|                |           |         |           |                                                                   |  |  |

| 18 سبتمبر 2019 | باريس سان جيرمان                               | 3–0     | ريال مدريد | بارك دي برينس، باريس                                                             |  |  |
| 21:00          | - أنخيل دي ماريا 14'، 33' - توماس مونييه 90+1' | التقرير |            | الحضور: 46,361 الحكم: أنتوني تايلور (حكم كرة قدم) (الاتحاد الإنجليزي لكرة القدم) |  |  |
|                |                                                |         |            |                                                                                  |  |  |
|                |                                                |         |            |                                                                                  |  |  |

| 1 أكتوبر 2019 | ريال مدريد                        | 2–2     | كلوب بروج               | ملعب سانتياغو برنابيو، مدريد                                    |  |  |
| 18:55         | - سيرخيو راموس 55' - كاسيميرو 85' | التقرير | - إيمانويل دنيس 9'، 39' | الحضور: 65,112 الحكم: Georgi Kabakov (اتحاد بلغاريا لكرة القدم) |  |  |
|               |                                   |         |                         |                                                                 |  |  |
|               |                                   |         |                         |                                                                 |  |  |

| 1 أكتوبر 2019             | غلطة سراي | 0–1     | باريس سان جيرمان    | تورك تليكوم أرينا، إسطنبول                                       |  |  |
| 21:00 (22:00 توقيت تركيا) |           | التقرير | - ماورو إيكاردي 52' | الحضور: 46,532 الحكم: شيمون مارتشينياك (اتحاد بولندا لكرة القدم) |  |  |
|                           |           |         |                     |                                                                  |  |  |
|                           |           |         |                     |                                                                  |  |  |

| 22 أكتوبر 2019            | غلطة سراي | 0–1     | ريال مدريد      | تورك تليكوم أرينا، إسطنبول                                          |  |  |
| 21:00 (22:00 توقيت تركيا) |           | التقرير | - توني كروس 18' | الحضور: 48,886 الحكم: دانييلي أورساتو (الاتحاد الإيطالي لكرة القدم) |  |  |
|                           |           |         |                 |                                                                     |  |  |
|                           |           |         |                 |                                                                     |  |  |

| 22 أكتوبر 2019 | كلوب بروج | 0–5     | باريس سان جيرمان                                     | ملعب يان بريدل، بروج                                             |  |  |
| 21:00          |           | التقرير | - ماورو إيكاردي 7'، 63' - كيليان مبابي 61'، 79'، 83' | الحضور: 26,946 الحكم: دانيال سيبرت (الاتحاد الألماني لكرة القدم) |  |  |
|                |           |         |                                                      |                                                                  |  |  |
|                |           |         |                                                      |                                                                  |  |  |

| 6 نوفمبر 2019 | ريال مدريد                                                                    | 6–0     | غلطة سراي | ملعب سانتياغو برنابيو، مدريد                                      |  |  |
| 21:00         | - رودريغو غوس 4'، 7'، 90+2' - سيرخيو راموس 14' (ركلة.) - كريم بنزيما 45'، 81' | التقرير |           | الحضور: 65,492 الحكم: فيليكس تسفاير (الاتحاد الألماني لكرة القدم) |  |  |
|               |                                                                               |         |           |                                                                   |  |  |
|               |                                                                               |         |           |                                                                   |  |  |

| 6 نوفمبر 2019 | باريس سان جيرمان    | 1–0     | كلوب بروج | بارك دي برينس، باريس                                        |  |  |
| 21:00         | - ماورو إيكاردي 22' | التقرير |           | الحضور: 47,418 الحكم: بوبي مادن (اتحاد إسكتلندا لكرة القدم) |  |  |
|               |                     |         |           |                                                             |  |  |
|               |                     |         |           |                                                             |  |  |

| 26 نوفمبر 2019            | غلطة سراي   | 1–1     | كلوب بروج            | تورك تليكوم أرينا، إسطنبول                                       |  |  |
| 18:55 (20:55 توقيت تركيا) | - Büyük 11' | التقرير | - كريبان دياتا 90+2' | الحضور: 34,500 الحكم: إيفان كروزلياك (اتحاد سلوفاكيا لكرة القدم) |  |  |
|                           |             |         |                      |                                                                  |  |  |
|                           |             |         |                      |                                                                  |  |  |

| 26 نوفمبر 2019 | ريال مدريد             | 2–2     | باريس سان جيرمان                       | ملعب سانتياغو برنابيو، مدريد                                        |  |  |
| 21:00          | - كريم بنزيما 17'، 79' | التقرير | - كيليان مبابي 81' - بابلو سارابيا 83' | الحضور: 75,534 الحكم: أرتور سواريس دياز (اتحاد البرتغال لكرة القدم) |  |  |
|                |                        |         |                                        |                                                                     |  |  |
|                |                        |         |                                        |                                                                     |  |  |

| 11 ديسمبر 2019 | كلوب بروج         | 1–3     | ريال مدريد                                                   | ملعب يان بريدل، بروج                                             |  |  |
| 21:00          | - هانز فاناكن 55' | التقرير | - رودريغو غوس 53' - فينيسيوس جونيور 64' - لوكا مودريتش 90+1' | الحضور: 27,308 الحكم: توبياس ستيلر (الاتحاد الألماني لكرة القدم) |  |  |
|                |                   |         |                                                              |                                                                  |  |  |
|                |                   |         |                                                              |                                                                  |  |  |

| 11 ديسمبر 2019 | باريس سان جيرمان                                                                                    | 5–0     | غلطة سراي | بارك دي برينس، باريس                                                         |  |  |
| 21:00          | - ماورو إيكاردي 32' - بابلو سارابيا 35' - نيمار 46' - كيليان مبابي 63' - إدينسون كافاني 84' (ركلة.) | التقرير |           | الحضور: 46,509 الحكم: إشتفان كوفاتش (حكم كرة قدم) (اتحاد رومانيا لكرة القدم) |  |  |
|                | |         |           |                                                                              |  |  |
|                | |         |           |                                                                              |  |  |

### المجموعة الثانية
| نادي أولمبياكوس                                   | 2–2   | توتنهام هوتسبير                         |
| ------------------------------------------------- | ----- | --------------------------------------- |
| - دانييل بودينسي 44' - ماثيو فالبوينا 54' (ركلة.) | تقرير | - هاري كين 26' (ركلة.) - لوكاس مورا 30' |

| بايرن ميونخ                                                    | 3–0   | النجم الأحمر بلغراد |
| -------------------------------------------------------------- | ----- | ------------------- |
| - كينغسلي كومان 34' - روبرت ليفاندوفسكي 80' - توماس مولر 90+1' | تقرير |                     |

| النجم الأحمر بلغراد                                                | 3–1   | نادي أولمبياكوس   |
| ------------------------------------------------------------------ | ----- | ----------------- |
| - ميلوس فوليتش 62' - نيمانيا ميلونوفيتش 87' - ريتشموند بواكييه 90' | تقرير | - روبن سيميدو 37' |

| توتنهام هوتسبير                            | 2–7   | بايرن ميونخ                                                                     |
| ------------------------------------------ | ----- | ------------------------------------------------------------------------------- |
| - سون هيونغ مين 12' - هاري كين 61' (ركلة.) | تقرير | - يوزوا كيميش 15' - روبرت ليفاندوفسكي 45'، 87' - سيرج غنابري 53'، 55'، 83'، 88' |

| توتنهام هوتسبير                                               | 5–0   | النجم الأحمر بلغراد |
| ------------------------------------------------------------- | ----- | ------------------- |
| - هاري كين 9'، 72' - سون هيونغ مين 16'، 44' - إريك لاميلا 57' | تقرير |                     |

| نادي أولمبياكوس                                  | 2–3   | بايرن ميونخ                                        |
| ------------------------------------------------ | ----- | -------------------------------------------------- |
| - يوسف العربي 23' - غويليرم دوس سانتوس توريس 79' | تقرير | - روبرت ليفاندوفسكي 34'، 62' - كورينتين توليسو 75' |

| بايرن ميونخ                                  | 2–0   | نادي أولمبياكوس |
| -------------------------------------------- | ----- | --------------- |
| - روبرت ليفاندوفسكي 69' - إيفان بيريشيتش 89' | تقرير |                 |

| النجم الأحمر بلغراد | 0–4   | توتنهام هوتسبير                                                       |
| ------------------- | ----- | --------------------------------------------------------------------- |
|                     | تقرير | - جيوفاني لو سيلسو 34' - سون هيونغ مين 57'، 61' - كريستيان إريكسن 85' |

| توتنهام هوتسبير                                        | 4–2   | نادي أولمبياكوس                    |
| ------------------------------------------------------ | ----- | ---------------------------------- |
| - ديلي ألي 45+1' - هاري كين 50'، 77' - سيرج أورييه 73' | تقرير | - يوسف العربي 6' - روبن سيميدو 19' |

| النجم الأحمر بلغراد | 0–6   | بايرن ميونخ                                                                              |
| ------------------- | ----- | ---------------------------------------------------------------------------------------- |
|                     | تقرير | - ليون غوريتسكا 14' - روبرت ليفاندوفسكي 53' (ركلة.)، 60'، 64'، 68' - كورينتين توليسو 89' |

| نادي أولمبياكوس           | 1–0   | النجم الأحمر بلغراد |
| ------------------------- | ----- | ------------------- |
| - يوسف العربي 87' (ركلة.) | تقرير |                     |

| بايرن ميونخ                                               | 3–1   | توتنهام هوتسبير     |
| --------------------------------------------------------- | ----- | ------------------- |
| - كينغسلي كومان 14' - توماس مولر 45' - فيليبي كوتينيو 64' | تقرير | - ريان سيسيغنون 20' |

### المجموعة الثالثة
| شاختار دونيتسك | 0–3   | مانشستر سيتي                                              |
| -------------- | ----- | --------------------------------------------------------- |
|                | تقرير | - رياض محرز 24' - إيلكاي غوندوغان 38' - غابرييل جيسوس 76' |

| دينامو زغرب                                        | 4–0   | أتالانتا |
| -------------------------------------------------- | ----- | -------- |
| - مارين ليوفاتش 10' - ميسلاف أورسيتش 31'، 42'، 68' | تقرير |          |

| أتالانتا           | 1–2   | شاختار دونيتسك                            |
| ------------------ | ----- | ----------------------------------------- |
| - دوفان زاباتا 28' | تقرير | - جونيور مورايس 41' - مانور سولومون 90+5' |

| مانشستر سيتي                          | 2–0   | دينامو زغرب |
| ------------------------------------- | ----- | ----------- |
| - رحيم ستيرلينغ 66' - فيل فودين 90+5' | تقرير |             |

| شاختار دونيتسك                                    | 2–2   | دينامو زغرب                                   |
| ------------------------------------------------- | ----- | --------------------------------------------- |
| - يفهين كونوبليانكا 16' - دودو (لاعب كرة قدم) 75' | تقرير | - داني أولمو 25' - ميسلاف أورسيتش 60' (ركلة.) |

| مانشستر سيتي                                                   | 5–1   | أتالانتا                       |
| -------------------------------------------------------------- | ----- | ------------------------------ |
| - سيرخيو أغويرو 34'، 38' (ركلة.) - رحيم ستيرلينغ 58'، 64'، 69' | تقرير | - رسلان مالينوفسكي 28' (ركلة.) |

| أتالانتا             | 1–1   | مانشستر سيتي       |
| -------------------- | ----- | ------------------ |
| - ماريو بازاليتش 49' | تقرير | - رحيم ستيرلينغ 7' |

| دينامو زغرب                                                 | 3–3   | شاختار دونيتسك                                                                          |
| ----------------------------------------------------------- | ----- | --------------------------------------------------------------------------------------- |
| - برونو بيتكوفيتش 25' - لوكا إيفانوسيك 83' - آريان آدمي 89' | تقرير | - ألان باتريك 13' - جونيور مورايس 90+3' - تيتي (لاعب كرة قدم مواليد 2000) 90+8' (ركلة.) |

| مانشستر سيتي          | 1–1   | شاختار دونيتسك      |
| --------------------- | ----- | ------------------- |
| - إيلكاي غوندوغان 56' | تقرير | - مانور سولومون 69' |

| أتالانتا                                   | 2–0   | دينامو زغرب |
| ------------------------------------------ | ----- | ----------- |
| - لويس مورييل 27' (ركلة.) - بابو غوميز 47' | تقرير |             |

| شاختار دونيتسك | 0–3   | أتالانتا                                                       |
| -------------- | ----- | -------------------------------------------------------------- |
|                | تقرير | - تيموثي كاستانيي 66' - ماريو بازاليتش 80' - روبن غوسينس 90+4' |

| دينامو زغرب      | 1–4   | مانشستر سيتي                                  |
| ---------------- | ----- | --------------------------------------------- |
| - داني أولمو 10' | تقرير | - غابرييل جيسوس 34'، 50'، 54' - فيل فودين 84' |

### المجموعة الرابعة
| أتلتيكو مدريد                          | 2–2   | يوفنتوس                                |
| -------------------------------------- | ----- | -------------------------------------- |
| - ستيفان سافيتش 70' - هكتور هيريرا 90' | تقرير | - خوان كوادرادو 48' - بليز ماتويدي 65' |

| باير 04 ليفركوزن              | 1–2   | لوكوموتيف موسكو                              |
| ----------------------------- | ----- | -------------------------------------------- |
| - بينيديكت هوفيديس 25' (ه.ذ.) | تقرير | - غجيغوش كريتشوفياك 16' - ديمتري بارينوف 37' |

| لوكوموتيف موسكو | 0–2   | أتلتيكو مدريد                       |
| --------------- | ----- | ----------------------------------- |
|                 | تقرير | - جواو فيليكس 48' - توماس بارتي 58' |

| يوفنتوس                                                                  | 3–0   | باير 04 ليفركوزن |
| ------------------------------------------------------------------------ | ----- | ---------------- |
| - غونزالو هيغواين 17' - فيديريكو بيرنارديسكي 62' - كريستيانو رونالدو 89' | تقرير |                  |

| أتلتيكو مدريد       | 1–0   | باير 04 ليفركوزن |
| ------------------- | ----- | ---------------- |
| - ألفارو موراتا 78' | تقرير |                  |

| يوفنتوس                 | 2–1   | لوكوموتيف موسكو        |
| ----------------------- | ----- | ---------------------- |
| - باولو ديبالا 77'، 79' | تقرير | - أليكسي ميرانتشوك 30' |

| لوكوموتيف موسكو        | 1–2   | يوفنتوس                              |
| ---------------------- | ----- | ------------------------------------ |
| - أليكسي ميرانتشوك 12' | تقرير | - آرون رامزي 4' - دوغلاس كوستا 90+3' |

| باير 04 ليفركوزن                           | 2–1   | أتلتيكو مدريد         |
| ------------------------------------------ | ----- | --------------------- |
| - توماس بارتي 41' (ه.ذ.) - كيفن فولاند 55' | تقرير | - ألفارو موراتا 90+4' |

| لوكوموتيف موسكو | 0–2   | باير 04 ليفركوزن                                 |
| --------------- | ----- | ------------------------------------------------ |
|                 | تقرير | - ريفات زهيمالتدينوف 11' (ه.ذ.) - سفين بيندر 54' |

| يوفنتوس              | 1–0   | أتلتيكو مدريد |
| -------------------- | ----- | ------------- |
| - باولو ديبالا 45+2' | تقرير |               |

| أتلتيكو مدريد                                         | 2–0   | لوكوموتيف موسكو |
| ----------------------------------------------------- | ----- | --------------- |
| - جواو فيليكس 17' (ركلة.) - فيليبي (لاعب كرة قدم) 54' | تقرير |                 |

| باير 04 ليفركوزن | 0–2   | يوفنتوس                                         |
| ---------------- | ----- | ----------------------------------------------- |
|                  | تقرير | - كريستيانو رونالدو 75' - غونزالو هيغواين 90+2' |

### المجموعة الخامسة
| نادي ريد بل سالزبورغ                                                                          | 6–2   | نادي جينك                            |
| --------------------------------------------------------------------------------------------- | ----- | ------------------------------------ |
| - آرلينغ هالاند 2'، 34'، 45' - هوانغ هي-تشان 36' - دومينيك سوبوسلاي 45+2' - أندرياس أولمر 66' | تقرير | - جون لوكومي 40' - مبوانا ساماتا 52' |

| نادي نابولي                                       | 2–0   | نادي ليفربول |
| ------------------------------------------------- | ----- | ------------ |
| - دريس ميرتنز 82' (ركلة.) - فرناندو يورينتي 90+2' | تقرير |              |

| نادي جينك | 0–0   | نادي نابولي |
| --------- | ----- | ----------- |
|           | تقرير |             |

| نادي ليفربول                                              | 4–3   | نادي ريد بل سالزبورغ                                          |
| --------------------------------------------------------- | ----- | ------------------------------------------------------------- |
| - ساديو ماني 9' - أندرو روبرتسون 25' - محمد صلاح 36'، 69' | تقرير | - هوانغ هي-تشان 39' - تاكومي مينامينو 56' - آرلينغ هالاند 60' |

| نادي جينك        | 1–4   | نادي ليفربول                                                       |
| ---------------- | ----- | ------------------------------------------------------------------ |
| - ستيفن أودي 88' | تقرير | - أليكس أوكسليد-تشامبرلين 2'، 57' - ساديو ماني 77' - محمد صلاح 87' |

| نادي ريد بل سالزبورغ             | 2–3   | نادي نابولي                                  |
| -------------------------------- | ----- | -------------------------------------------- |
| - آرلينغ هالاند 40' (ركلة.)، 72' | تقرير | - دريس ميرتنز 17'، 64' - لورينزو إينسيني 73' |

| نادي ليفربول                                          | 2–1   | نادي جينك           |
| ----------------------------------------------------- | ----- | ------------------- |
| - جورجينيو فينالدوم 14' - أليكس أوكسليد-تشامبرلين 53' | تقرير | - مبوانا ساماتا 41' |

| نادي نابولي          | 1–1   | نادي ريد بل سالزبورغ        |
| -------------------- | ----- | --------------------------- |
| - هيرفينغ لوزانو 44' | تقرير | - آرلينغ هالاند 11' (ركلة.) |

| نادي جينك           | 1–4   | نادي ريد بل سالزبورغ                                                            |
| ------------------- | ----- | ------------------------------------------------------------------------------- |
| - مبوانا ساماتا 85' | تقرير | - باتسون داكا 43' - تاكومي مينامينو 45' - هوانغ هي-تشان 69' - آرلينغ هالاند 87' |

| نادي ليفربول      | 1–1   | نادي نابولي       |
| ----------------- | ----- | ----------------- |
| - ديان لوفرين 65' | تقرير | - دريس ميرتنز 21' |

| نادي ريد بل سالزبورغ | 0–2   | نادي ليفربول                    |
| -------------------- | ----- | ------------------------------- |
|                      | تقرير | - نابي كيتا 57' - محمد صلاح 58' |

| نادي نابولي                                                     | 4–0   | نادي جينك |
| --------------------------------------------------------------- | ----- | --------- |
| - أركاديوش ميليك 3'، 26'، 38' (ركلة.) - دريس ميرتنز 75' (ركلة.) | تقرير |           |

### المجموعة السادسة
| إنتر ميلان            | 1–1   | سلافيا براغ         |
| --------------------- | ----- | ------------------- |
| - نيكولو باريلا 90+2' | تقرير | - بيتر أولاينكا 63' |

| بوروسيا دورتموند | 0–0   | نادي برشلونة |
| ---------------- | ----- | ------------ |
|                  | تقرير |              |

| سلافيا براغ | 0–2   | بوروسيا دورتموند      |
| ----------- | ----- | --------------------- |
|             | تقرير | - أشرف حكيمي 35'، 89' |

| نادي برشلونة           | 2–1   | إنتر ميلان            |
| ---------------------- | ----- | --------------------- |
| - لويس سواريز 58'، 84' | تقرير | - لاوتارو مارتينيز 3' |

| سلافيا براغ | 1–2   | نادي برشلونة                                |
| ----------- | ----- | ------------------------------------------- |
| - Bořil 50' | تقرير | - ليونيل ميسي 3' - بيتر أولاينكا 57' (ه.ذ.) |

| إنتر ميلان                                    | 2–0   | بوروسيا دورتموند |
| --------------------------------------------- | ----- | ---------------- |
| - لاوتارو مارتينيز 22' - أنطونيو كاندريفا 89' | تقرير |                  |

| نادي برشلونة | 0–0   | سلافيا براغ |
| ------------ | ----- | ----------- |
|              | تقرير |             |

| بوروسيا دورتموند                          | 3–2   | إنتر ميلان                                |
| ----------------------------------------- | ----- | ----------------------------------------- |
| - أشرف حكيمي 51'، 77' - يوليان براندت 64' | تقرير | - لاوتارو مارتينيز 5' - ماتياس فيسينو 40' |

| سلافيا براغ               | 1–3   | إنتر ميلان                                      |
| ------------------------- | ----- | ----------------------------------------------- |
| - توماس سوسيك 37' (ركلة.) | تقرير | - لاوتارو مارتينيز 19'، 88' - روميلو لوكاكو 81' |

| نادي برشلونة                                             | 3–1   | بوروسيا دورتموند  |
| -------------------------------------------------------- | ----- | ----------------- |
| - لويس سواريز 29' - ليونيل ميسي 33' - أنطوان غريزمان 67' | تقرير | - جيدون سانشو 77' |

| إنتر ميلان          | 1–2   | نادي برشلونة                       |
| ------------------- | ----- | ---------------------------------- |
| - روميلو لوكاكو 44' | تقرير | - كارليس بيريز 23' - أنسو فاتي 86' |

| بوروسيا دورتموند                      | 2–1   | سلافيا براغ       |
| ------------------------------------- | ----- | ----------------- |
| - جيدون سانشو 10' - يوليان براندت 61' | تقرير | - توماس سوسيك 43' |

### المجموعة السابعة
| أولمبيك ليون              | 1–1   | زينيت سانت بطرسبرغ |
| ------------------------- | ----- | ------------------ |
| - ممفيس ديباي 51' (ركلة.) | تقرير | - سردار آزمون 41'  |

| نادي بنفيكا            | 1–2   | آر بي لايبزيغ         |
| ---------------------- | ----- | --------------------- |
| - هاريس سيفيروفيتش 84' | تقرير | - تيمو فيرنر 69'، 78' |

| زينيت سانت بطرسبرغ                                          | 3–1   | نادي بنفيكا          |
| ----------------------------------------------------------- | ----- | -------------------- |
| - أرتيم دزيوبا 22' - روبن دياز 70' (ه.ذ.) - سردار آزمون 78' | تقرير | - راؤول دي توماس 85' |

| آر بي لايبزيغ | 0–2   | أولمبيك ليون                         |
| ------------- | ----- | ------------------------------------ |
|               | تقرير | - ممفيس ديباي 11' - مارتن تيريير 65' |

| آر بي لايبزيغ                           | 2–1   | زينيت سانت بطرسبرغ      |
| --------------------------------------- | ----- | ----------------------- |
| - كونراد لايمر 49' - مارسيل زابيتسر 59' | تقرير | - ياروسلاف راكيتسكي 25' |

| نادي بنفيكا                | 2–1   | أولمبيك ليون      |
| -------------------------- | ----- | ----------------- |
| - رافا سيلفا 4' - بيزي 86' | تقرير | - ممفيس ديباي 70' |

| زينيت سانت بطرسبرغ | 0–2   | آر بي لايبزيغ                           |
| ------------------ | ----- | --------------------------------------- |
|                    | تقرير | - دييغو ديمه 45+5' - مارسيل زابيتسر 63' |

| أولمبيك ليون                                               | 3–1   | نادي بنفيكا            |
| ---------------------------------------------------------- | ----- | ---------------------- |
| - يواكيم أندرسن 4' - ممفيس ديباي 33' - بيرتراند تراوري 89' | تقرير | - هاريس سيفيروفيتش 76' |

| زينيت سانت بطرسبرغ                        | 2–0   | أولمبيك ليون |
| ----------------------------------------- | ----- | ------------ |
| - أرتيم دزيوبا 42' - ماغوميد أوزدوييف 84' | تقرير |              |

| آر بي لايبزيغ                       | 2–2   | نادي بنفيكا                      |
| ----------------------------------- | ----- | -------------------------------- |
| - ايميل فورسبيرغ 90' (ركلة.)، 90+6' | تقرير | - بيزي 20' - كارلوس فينيسيوس 59' |

| نادي بنفيكا                                                    | 3–0   | زينيت سانت بطرسبرغ |
| -------------------------------------------------------------- | ----- | ------------------ |
| - فرانكو سيرفي 47' - بيزي 58' (ركلو.) - سردار آزمون 79' (ه.ذ.) | تقرير |                    |

| أولمبيك ليون                      | 2–2   | آر بي لايبزيغ                                        |
| --------------------------------- | ----- | ---------------------------------------------------- |
| - حسام عوار 50' - ممفيس ديباي 82' | تقرير | - ايميل فورسبيرغ 9' (ركلة.) - تيمو فيرنر 33' (ركلة.) |

### المجموعة الثامنة
| أياكس أمستردام                                                   | 3–0   | نادي ليل |
| ---------------------------------------------------------------- | ----- | -------- |
| - كوينسي برومس 18' - إديسون ألفاريز 50' - نيكولاس تاغليافيكو 62' | تقرير |          |

| نادي تشيلسي | 0–1   | نادي فالنسيا         |
| ----------- | ----- | -------------------- |
|             | تقرير | - رودريغو مورينو 74' |

| نادي فالنسيا | 0–3   | أياكس أمستردام                                          |
| ------------ | ----- | ------------------------------------------------------- |
|              | تقرير | - حكيم زياش 8' - كوينسي برومس 34' - دوني فان دي بيك 67' |

| نادي ليل             | 1–2   | نادي تشيلسي                                    |
| -------------------- | ----- | ---------------------------------------------- |
| - فيكتور أوسيمين 33' | تقرير | - تامي أبراهام 22' - ويليان (لاعب كرة قدم) 78' |

| أياكس أمستردام | 0–1   | نادي تشيلسي          |
| -------------- | ----- | -------------------- |
|                | تقرير | - ميتشي باتشوايي 86' |

| نادي ليل                | 1–1   | نادي فالنسيا         |
| ----------------------- | ----- | -------------------- |
| - جوناثان أيكونيه 90+5' | تقرير | - دينيس تشيريشيف 63' |

| نادي فالنسيا                                                                                 | 4–1   | نادي ليل             |
| -------------------------------------------------------------------------------------------- | ----- | -------------------- |
| - داني باريخو 66' (ركلة.) - أداما سوماورو 82' (ه.ذ.) - جيفري كوندوغبيا 84' - فيران توريس 90' | تقرير | - فيكتور أوسيمين 25' |

| نادي تشيلسي                                                                                            | 4–4   | أياكس أمستردام                                                                                  |
| --- | ----- | ----------------------------------------------------------------------------------------------- |
| - جورجينيو (لاعب كرة قدم، مواليد 1991) 5' (ركلة.)، 71' (ركلة.) - سيزار أزبيليكويتا 63' - رييس جيمس 74' | تقرير | - تامي أبراهام 2' (ه.ذ.) - كوينسي برومس 20' - كيبا أريزابالاغا 35' (ه.ذ.) - دوني فان دي بيك 55' |

| نادي فالنسيا                        | 2–2   | نادي تشيلسي                                   |
| ----------------------------------- | ----- | --------------------------------------------- |
| - كارلوس سولير 40' - دانييل فاس 82' | تقرير | - ماتيو كوفاتشيتش 41' - كريستيان بوليسيتش 50' |

| نادي ليل | 0–2   | أياكس أمستردام                    |
| -------- | ----- | --------------------------------- |
|          | تقرير | - حكيم زياش 2' - كوينسي برومس 59' |

| أياكس أمستردام | 0–1   | نادي فالنسيا         |
| -------------- | ----- | -------------------- |
|                | تقرير | - رودريغو مورينو 24' |

| نادي تشيلسي                                | 2–1   | نادي ليل        |
| ------------------------------------------ | ----- | --------------- |
| - تامي أبراهام 19' - سيزار أزبيليكويتا 35' | تقرير | - لويك ريمي 78' |

#### مرحلة خروج المغلوب

##### دور الـ16
| 19 فبراير 2020 المحطة الأولى     | توتنهام هوتسبير | v | آر بي لايبزيغ | لندن، إنجلترا                |
| 21:00 توقيت وسط أوروبا (ت ع م+1) |                 |   |               | الملعب: ملعب توتنهام هوتسبير |

| 10 مارس 2020 المحطة الثانية      | آر بي لايبزيغ | v | توتنهام هوتسبير | لايبزيغ، ألمانيا      |
| 21:00 توقيت وسط أوروبا (ت ع م+1) |               |   |                 | الملعب: ريد بول أرينا |